# Gnophaela clappiana
Gnophaela clappiana là một loài bướm đêm thuộc phân họ Arctiinae, họ Erebidae.